# جيري بيرن (لاعب كرة قاعدة)
جيري بيرن (بالإنجليزية: Jerry Byrne)‏ هو لاعب كرة قاعدة أمريكي، ولد في 2 فبراير 1907، وتوفي في 11 أغسطس 1955 في لانسنغ في الولايات المتحدة.

## وصلات خارجية
- جيري بيرن على موقعبيزبول رفرنس.كوم (الدوري الرئيسي) (الإنجليزية)